# Katrin Kliehm
Katrin Kliehm (* 17. Mai 1981) ist eine ehemalige deutsche Fußballspielerin.

## Karriere

### Vereine
In ihrer Jugendzeit spielte Kliehm für den KSV Langenbergheim und die Sportfreunde Oberau. Im Jahr 1998 wechselte sie zur SG Praunheim, aus der wenige Monate später der 1. FFC Frankfurt hervorging. Vorwiegend auf der rechten Abwehrseite oder im rechten Mittelfeld eingesetzt, beendete sie am Saisonende 2007/08 ihre Karriere.

### Nationalmannschaft
Kliehm bestritt 16 Länderspiele für die U16-, 24 für die U18- und 12 für die U21-Nationalmannschaft, bevor sie für die A-Nationalmannschaft fünfmal auflief. 

## Erfolge
- U18-Europameisterin 2000
- Deutscher Meisterin 1999, 2001, 2002, 2003, 2005, 2007, 2008
- DFB-Pokal-Siegerin 1999, 2000, 2001, 2002, 2003, 2007, 2008
- UEFA-Women’s-Cup-Siegerin 2002, 2006, 2008

## Sonstiges
Katrin Kliehm ist studierte Sportwissenschaftlerin. Sie arbeitet für den DFB in der Abteilung Schule.